# 入江町 (室蘭市)
入江町（いりえちょう）は北海道室蘭市の町。住居表示未実施。郵便番号は051-0023。かつて同名の字が存在した。

## 地理
室蘭市の南部に位置し、東に茶津町、南に山手町，中央町、西に海岸町と接し、北は室蘭港に面する。

### 海洋
- 室蘭港

## 地域の特徴
室蘭市の都市計画マスタープランでは蘭西地域に属する。
大部分は埋め立て地であり、東部の茶津山を除いて平坦な地形である。南縁を国道36号が走り、南端付近をJR北海道 室蘭本線（支線）が横断する。

町域の中央から南側は入江運動公園になっており、入江運動公園陸上競技場（日鋼室蘭スポーツパーク）、温水プール（TETSUGEN温水プール）、総合体育館（㊆栗林商会アリーナ）などがある。室蘭港に面する埠頭には室蘭港フェリーターミナルがあり、青森との定期便が発着する。西部には室蘭合同庁舎と北海道開発局室蘭開発建設部のビルがある。

## 歴史
埋め立ては明治時代に始まり、当初は北海道炭礦鉄道や鉄道院による貯炭敷地として、その後昭和50年代に室蘭市が業務・道路用地として、フェリー埠頭公社が埠頭用地として埋め立てを行った。1931年（昭和6年）～1933年（昭和8年）にかけ国鉄埠頭にトランスポーター・ローダー・カーダンパーなどが新設され、年間450万tの石炭積出港となったが、1970年（昭和45年）には石炭取り扱いを中止、関連施設は順次撤去された。

### 地名の由来
入江を埋め立てたことによる。

### 沿革
- 1922年（大正11年）4月1日 - 字名改正により海岸町（大字）の一部が入江町（字）となり、海岸町（大字）を廃止[8]。
- 1922年（大正11年）8月1日 - 市制施行により室蘭区入江町（字）は室蘭市入江町（字）となる[9]。
- 1966年（昭和41年）7月1日 - 入江町新設[10]。

### 町名の変遷
| 実施内容 | 実施年月日               | 実施後       | 実施前               |
| -------- | ------------------------ | ------------ | -------------------- |
| 字名改正 | 1922年（大正11年）4月1日 | 入江町（字） | 海岸町（大字）の一部 |
| 町名新設 | 1966年（昭和41年）7月1日 | 入江町       | 入江町（字）         |

## 世帯数と人口
2023年（令和5年）12月31日現在（室蘭市発表）の世帯数と人口は以下の通りである。
| 町     | 世帯数 | 人口 |
| ------ | ------ | ---- |
| 入江町 | 39世帯 | 47人 |

### 人口の変遷
国勢調査による人口の推移。
| 1995年（平成7年）  | 51人  | [ 11 ] |  |
| 2000年（平成12年） | 57人  | [ 12 ] |  |
| 2005年（平成17年） | 170人 | [ 13 ] |  |
| 2010年（平成22年） | 16人  | [ 14 ] |  |
| 2015年（平成27年） | 17人  | [ 15 ] |  |
| 2020年（令和2年）  | 51人  | [ 16 ] |  |

### 世帯数の変遷
国勢調査による世帯数の推移。
| 1995年（平成7年）  | 32世帯  | [ 11 ] |  |
| 2000年（平成12年） | 43世帯  | [ 12 ] |  |
| 2005年（平成17年） | 141世帯 | [ 13 ] |  |
| 2010年（平成22年） | 10世帯  | [ 14 ] |  |
| 2015年（平成27年） | 12世帯  | [ 15 ] |  |
| 2020年（令和2年）  | 48世帯  | [ 16 ] |  |

## 学区
市立小・中学校に通う場合、学区は以下の通りとなる。
| 町     | 地番 | 小学校               | 中学校               |
| ------ | ---- | -------------------- | -------------------- |
| 入江町 | 全域 | 室蘭市立みなと小学校 | 室蘭市立室蘭西中学校 |

## 交通

### バス
道南バスが路線バスを運行する。「入江運動公園」停留所があり市内線の一部や郊外線が停車する。

### 道路
- 国道36号 ※国道235号との重用区間
- 臨港道路入江茶津線[19]

### フェリー
| 海運事業者       | ターミナル               | 航路            |
| ---------------- | ------------------------ | --------------- |
| 津軽海峡フェリー | 室蘭港フェリーターミナル | 室蘭港 - 青森港 |

## 施設

### 役所・公的機関
- 北海道開発局室蘭開発建設部
- 室蘭合同庁舎
  - 国税庁 札幌国税局 室蘭税務署
  - 財務省 函館税関 室蘭税関支署
  - 厚生労働省 北海道労働局 室蘭労働基準監督署
  - 国土交通省 北海道運輸局 室蘭運輸支局
  - 法務省 札幌法務局 室蘭支局
  - 海上保安庁 第一管区海上保安本部 室蘭海上保安部

### 公園
- 入江運動公園
  - 入江運動公園陸上競技場（日鋼室蘭スポーツパーク）
  - 温水プール（TETSUGEN温水プール）
  - 総合体育館（㊆栗林商会アリーナ）
- 入江臨海公園